# Рай — это пробка на 405-м шоссе
«Рай — это пробка на 405-м шоссе» (англ. Heaven Is a Traffic Jam on the 405) — американский документальный фильм о художнице Минди Альпер режиссера Фрэнка Стифела. Фильм был номинирован за лучший короткометражный фильм на премии Международной ассоциации документалистов.
В 2018 году фильм стал обладателем премии «Оскар» в номинации «Лучший документальный короткометражный фильм».

## Сюжет
«Рай — это пробка на 405-м шоссе» был составлен из более чем 20 часов интервью, взятым режиссером фильма Фрэнком Стифелом у главной героини фильма, Минди Альпер. Минди — 56-летняя художница, страдающая острой депрессией. Всю свою внутреннюю тревогу и психологические травмы она отображает в ярких рисунках и масштабных скульптурах из папье-маше.

## Награды
| «Оскар»                                         | «Лучший короткометражный документальный фильм»                             | Победа    | [ 1 ] |
| Остинский кинофестиваль                         | «Лучший короткометражный документальный фильм» (приз зрительских симпатий) | Победа    | [ 3 ] |
| Остинский кинофестиваль                         | «Лучший короткометражный документальный фильм» (приз жюри)                 | Победа    | [ 3 ] |
| Full Frame Documentary Film Festival            | «Лучший короткометражный фильм» (приз зрительских симпатий)                | Победа    | [ 4 ] |
| Full Frame Documentary Film Festival            | «Лучший короткометражный фильм» (приз жюри)                                | Победа    | [ 4 ] |
| Премия Международной ассоциации документалистов | «Лучший короткометражный фильм»                                            | Номинация | [ 5 ] |